# Aiacor
Aiacor és una localitat del País Valencià, pedania del municipi de Canals, a la comarca de la Costera. Tenia 1.642 habitants l'any 2009.
Situat a l'esquerra del riu Cànyoles, en una plana regada per les séquies de la Llosa i de Ranes, al nord del nucli principal de Canals (a escassos 500 metres), i a l'est de l'Alcúdia de Crespins.

## Geografia
La població se situa a l'esquerra del riu Cànyoles, sobre una plana regada per les séquies de la Llosa i de Ranes que són drenades a partir de l'aigua del riu dels Sants.

### Localitats limítrofes
La pedania d'Aiacor limita amb les següents localitats:
Canals (i el seu annex la Torre dels Flares), l'Alcúdia de Crespins, Cerdà, la Granja de la Costera, Xàtiva (i el seu annex Annauir), Llanera de Ranes, Torrella i Vallés, totes elles a la comarca de la Costera.

### Climatologia
El clima a Aiacor és mediterrani, encara que per la seua situació relativament allunyada de la costa i entre valls, en un vessant de solana (cap al sud-est), els estius són més calorosos que en altres zones del País Valencià, registrant freqüentment les màximes de tota la regió a l'estiu.

## Etimologia
El nom de la població és anterior a la conquesta cristiana. Joan Coromines —que, com Agustí Ventura, defensava que era un topònim àrab— va proposar com a origen l'àrab Al-Yaquẓ, 'l'eixerit, el vigilant, el circumspecte', possible malnom «d'un moro que creà o posseí aquesta alqueria». Carme Barceló, en canvi, opinava que «no és un nom d'etimologia àrab i evidentment és anterior al domini islàmic».
Històricament també ha aparegut com a Yocor, Ayocor, Ayoquor o Ycor (segons Coromines, possible errada per Yacor o Yocor). També existeix la forma popular Aecor, conservada entre la gent gran.

## Història
Antiga alqueria musulmana, tenia el 1609, any de l'expulsió dels moriscos, 63 llars de cristians nous. Fins a 1879 va constituir un municipi, al qual s'havia agregat el de la Torre dels Flares) anys abans.

## Demografia
Aiacor té 1642 habitants (INE 2009).
| Evolució demogràfica d'Aiacor | Evolució demogràfica d'Aiacor | Evolució demogràfica d'Aiacor | Evolució demogràfica d'Aiacor | Evolució demogràfica d'Aiacor | Evolució demogràfica d'Aiacor | Evolució demogràfica d'Aiacor | Evolució demogràfica d'Aiacor | Evolució demogràfica d'Aiacor | Evolució demogràfica d'Aiacor | Evolució demogràfica d'Aiacor | Evolució demogràfica d'Aiacor | Evolució demogràfica d'Aiacor | Evolució demogràfica d'Aiacor | Evolució demogràfica d'Aiacor | Evolució demogràfica d'Aiacor | Evolució demogràfica d'Aiacor | Evolució demogràfica d'Aiacor | Evolució demogràfica d'Aiacor | Evolució demogràfica d'Aiacor |
| 1842                          | 1857                          | 1860                          | 1877                          | 1887                          | 1897                          | 1900                          | 1910                          | 1920                          | 1930                          | 1940                          | 1950                          | 1960                          | 1970                          | 1981                          | 1991                          | 2001                          | 2006                          | 2009                          |                               |
| ----------------------------- | ----------------------------- | ----------------------------- | ----------------------------- | ----------------------------- | ----------------------------- | ----------------------------- | ----------------------------- | ----------------------------- | ----------------------------- | ----------------------------- | ----------------------------- | ----------------------------- | ----------------------------- | ----------------------------- | ----------------------------- | ----------------------------- | ----------------------------- | ----------------------------- | ----------------------------- |
| 340                           | 475                           | 479                           | 693                           | -                             | -                             | -                             | -                             | -                             | -                             | -                             | -                             | -                             | -                             | -                             | -                             | 705                           | 740                           | 1642                          |                               |

## Monuments

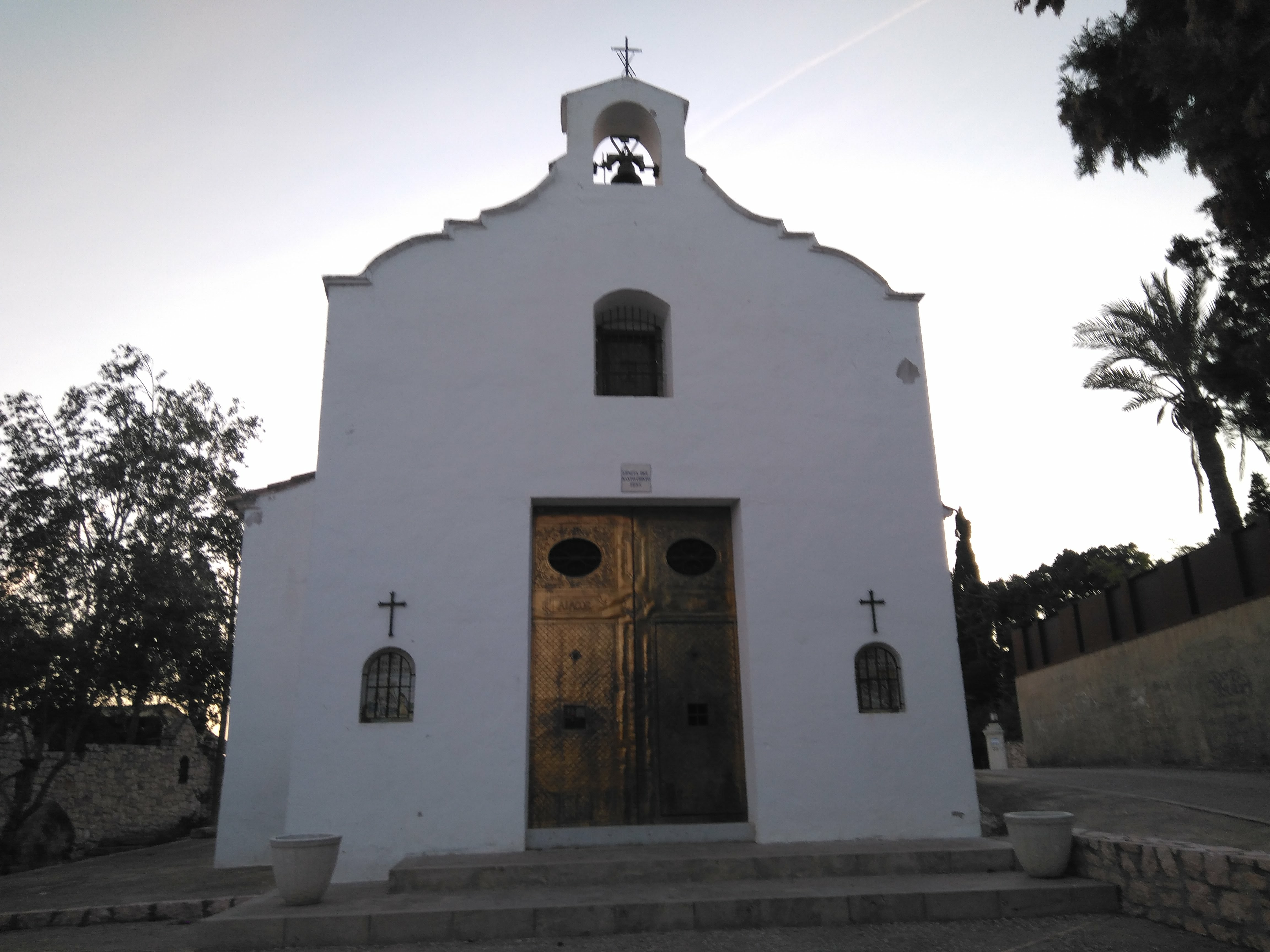
Ermita del Crist del Calvari

- Església Parroquial de Sant Jaume Apòstol: Construïda al segle xvi (fins llavors pertanyia a la col·legiata de Xàtiva), va tenir annexa l'església de Cerdà fins a principis del segle xx. L'actual església es va construir el 1760.

- Ermita del Santíssim Crist del Mont Calvari.

## Cultura

### Festes
Festa al patró del poble: 

- Sant Jaume Apòstol, setmana del 25 de juliol.

Festes al Santíssim Crist del Mont Calvari: 

- Primera setmana de festes, última setmana de setembre.
  - Baixada del Crist, diumenge al matí.
- Segona setmana de festes.
  - Dia de Sant Antoni de Pàdua, dissabte.
  - Pujada del Crist, diumenge a la vesprada/nit.

Festa a la patrona del poble: 

- Mare de Déu del Pilar, 12 d'octubre.

Fira d'artesania 

- Una setmana després de la festa de la Verge del Pilar.

## Personatges destacats
- Ricardo Tormo: pilot de motociclisme